# Zoarces gillii
Zoarces gillii är en fiskart som beskrevs av Jordan och Starks, 1905. Zoarces gillii ingår i släktet Zoarces och familjen tånglakefiskar. Inga underarter finns listade i Catalogue of Life.